# Панк (Хунедоара)
Панк (рум. Panc) насеље је у Румунији у округу Хунедоара у општини Добра. Oпштина се налази на надморској висини од 311 m.

## Становништво
Према подацима из 2002. године у насељу је живело 168 становника, од којих су сви румунске националности.